# Біловух
Біловух (Peltops) — рід горобцеподібних птахів родини ланграйнових (Artamidae). Включає два види.

## Поширення
Ендеміки Нової Гвінеї. Живуть у відкритих лісах, або на узліссі тропічних дощових лісів.

## Опис
Невеликі птахи, завдовжки 18–20 см. Характеризуються масивною статурою, із загостреними крилами, довгим хвостом та великою головою із вигнутим донизу дзьобом. В оперенні переважає синювато-чорне забарвлення з червоною задньою частиною і білими щоками.

## Спосіб життя
Активні вдень. Трапляються у невеликих сімейних групах. Дуже територіальні. Більшу частину дня сидять на високому дереві, вичікуючи здобич. Полюють на летючих комах. Про розмноження мало відомостей.

## Види
- Біловух гірський (Peltops montanus)
- Біловух лісовий (Peltops blainvillii)